# 巴伐利亚奶油
巴伐利亚奶油（法語：Crème bavaroise，或简称Bavarois）加入搅打起泡的稀奶油，并以明胶固化的蛋奶冻。以巧克力、咖啡、水果等调味，用模具成形，并以水果、甜调味汁作点缀。原产于巴伐利亚或法国。